# Augustin Pajou

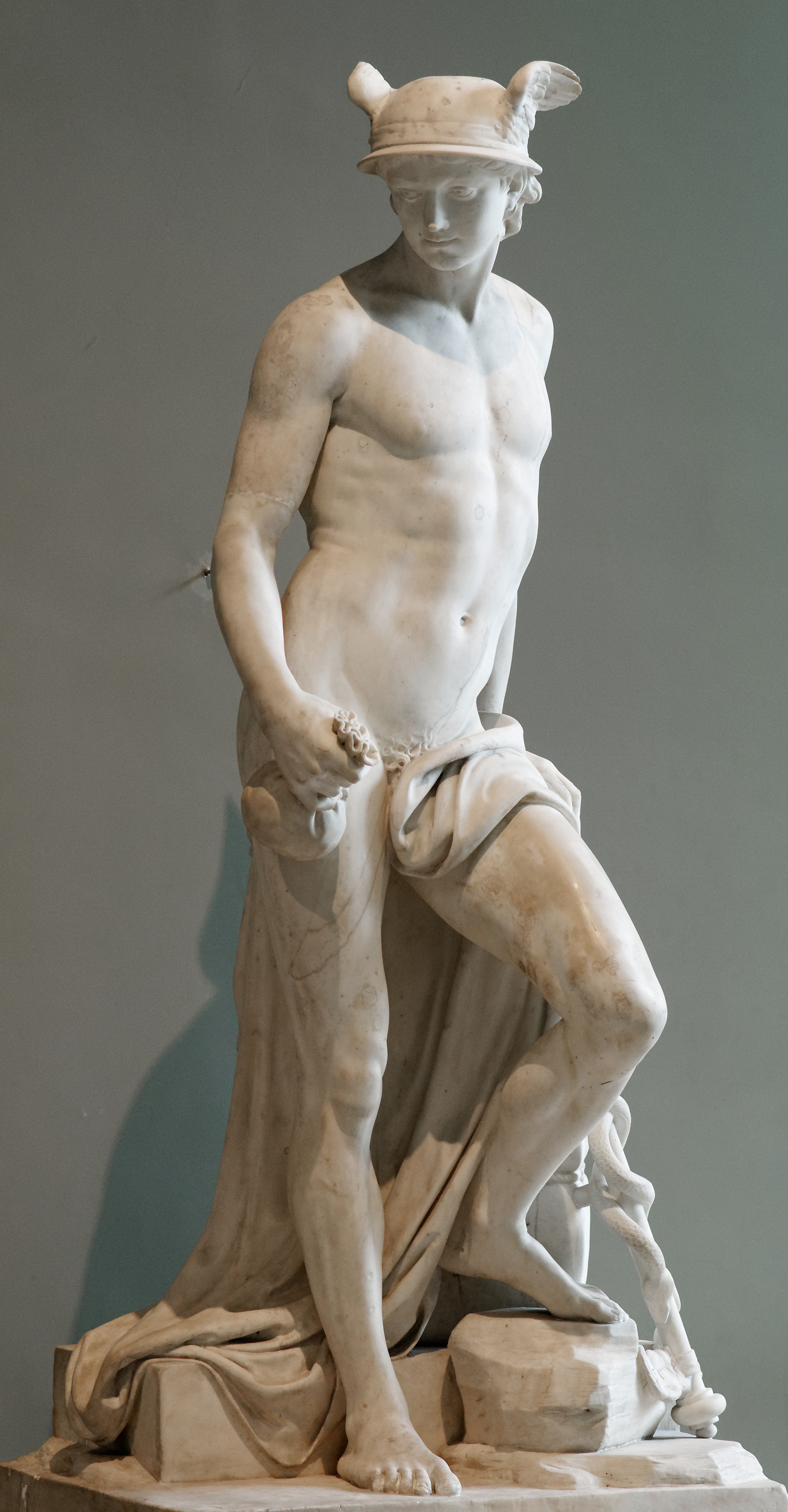
Mercurio (1780), museo del Louvre.

Augustin Pajou (19 de septiembre de 1730 - 8 de mayo de 1809) fue un escultor neoclásico francés, conocido por sus retratos de celebridades y por sus desnudos mitológicos.

## Biografía
Hijo de un escultor-ebanista, creció en París, en el Faubourg Saint-Antoine. Alumno del escultor Jean-Baptiste Lemoyne (1704-1778), obtuvo a la edad de 18 años el Premio de Roma. Ganó el primer premio de escultura en la Real Academia de Pintura y Escultura de París.
El rey le ofreció su ayuda financiándole los estudios en la Academia Francesa en Roma.
Tuvo dos hijos : Flore Catherine Pajou, que se casó con el escultor Clodión, y Jacques Augustin Catherine Pajou (1766-1828) que fue pintor historicista y retratista.
Pajou fue maestro de los escultores Philippe-Laurent Roland, Jacques-Edme Dumont, David d'Angers.
Pajou fue francmasón, formó parte de la logia de las Neuf Sœurs.

## Obras

### En París

#### Situado en elMuseo del Louvre
- Sujetos mitológicos 
  - Plutón encadenando a Cerbero , grupo, mármol (1760)
  -  Mercurio o EL Comercio , estatua, mármol (1780) ver foto
  - Psique abandonada , estatua, mármol (1790)
  - Ariadna abandonada , estatuilla, terracota (1796)
  - Río , estatuilla, terracota (1762)
  - Anacreón arrancando una pluma de las alas de Amor , grupo, terracota (hacia 1750)
  - Bacante con dos infantes , grupo, piedra (1774)
  - Ceres , estatuilla, mármol
  - Diógenes buscando un hombre , relieve, terracota (1781)
  - La Tierra o El Triunfo de Cibeles , relieve, escayola pintada (1765 - 1770) : proviene del salón del hotel de Voyer de Argenson

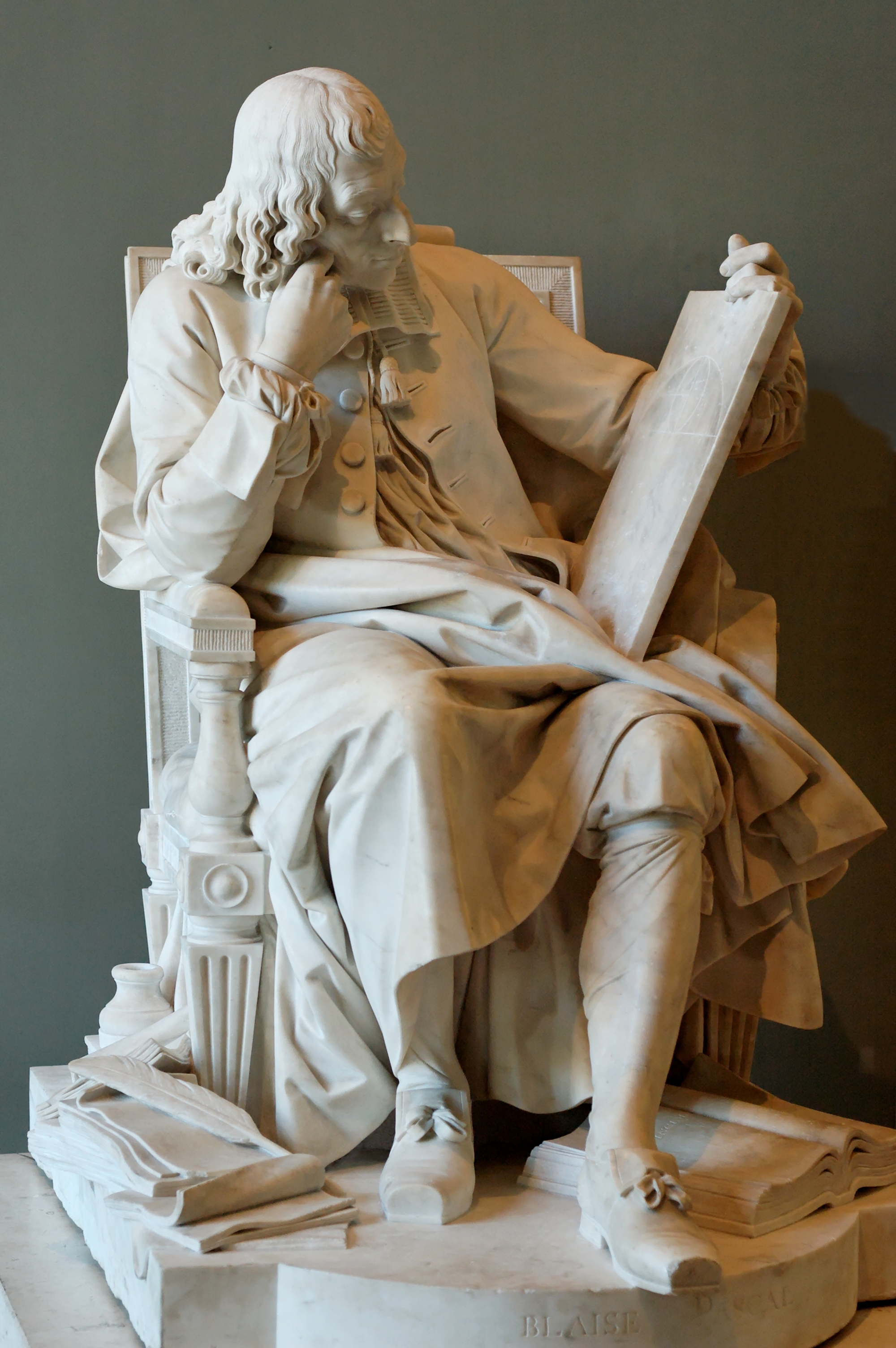
Estatua de Blaise Pascal (1785), museo del Louvre.

  - El Aire o Bóreas raptando a Oritía , relieve, escayola pintada (1765 - 1770) : proviene del salón del hotel de Voyer de Argenson
  - El Fuego o Plutón raptando a Proserpina , relieve, escayola pintada (1765 - 1770) : proviene del salón del hotel de Voyer de Argenson
  - El agua o Neptuno protegiendo a Amimone , relieve, escayola pintada (1765 - 1770) : proviene del salón del hotel de Voyer de Argenson

- Personalidades

- - Blaise Pascal , estatua, mármol (1785) serie « Les grands hommes de la France »
  - Buffon , estatua, mármol (hacia 1788)
  - Retrato de Madame du Barry , busto, mármol (1773)
  - Alegoría de la reina María Leszczynska , grupo, mármol (antes de 1771)
  - Retrato de Élisabeth Vigée-Lebrun , busto, terracota (1783)
  - Retrato de Natalie de Laborde , busto, terracota (1789)
  - Retrato de Jean-Baptiste II Lemoyne , busto, bronce (después de 1778)
  - Retrato de Pierre-François Basan , busto, terracota (1768)
  - Bossuet , estatuilla, terracota (1779)
  - “Proyecto de monumento funerario , relieve, terracota
  - “Proyecto de monumento funerario , relieve, terracota (1785)

#### Otros
- Retrato de Carlin Bertinazzi, (1763), busto, Comédie-Française
- Monumento a María Leszczyńska, (Salón de 1769)
- Mujeres y niños con la corona ducal  (1765), Trofeos de Armas, frontón de la fachada del Palais-Royal, costado de la place del Palais-Royal
- Una parte de la fuente de los Inocentes
- Decoración de la Ópera del Palacio de Versalles

### En Francia
- Retrato de Hubert Robert, (1787), busto, terracota , Valence, museo de Bellas-Artes

### En el extranjero
- Retrato de madame de Wailly, busto, New York, Metropolitan Museum of Art
- Cabezas ideales de mujeres  (1769 - 1770), bustos, terracotas sobre peanas en mármol blanco, Los Ángeles, J. Paul Getty Museum
- Belona, estatua a mitad que el natural, mármol, Los Ángeles, J. Paul Getty Museum
- Calíope (hacia 1763), Washington D. C., National Gallery of Art
- Retrato de mujer (1774), busto, Boston, museo de Bellas Artes
- Retrato de madame Sedaine (1781), busto, Boston, museo de Bellas Artes
- La Princesa de Hesse-Homburg, bajo relieve, San Petersburgo, Museo del Ermitage

## Lista de Museos con obras de Pajou
El Courtauld Institute of Art (Londres), la Frick Collection (Ciudad de Nueva York), Harvard University Art Museums (Cambridge, Massachusetts), el Museo del Hermitage (San Petersburgo, Rusia), la Honolulu Academy of Arts, el J. Paul Getty Museum (Los Ángeles, California), el Louvre, el Metropolitan Museum of Art (Ciudad de Nueva York), el Museo de Bellas Artes, Boston, Museum of Fine Arts, Lyon, Francia, Museo de los Agustinos (Toulouse, Francia), Museo de Bellas Artes de Nantes, Francia, Musée National du Château, Pau, Francia, la National Gallery of Art (Washington D. C.), la National Gallery of Australia (Canberra) y los Museos reales de Bellas Artes de Bélgica.

## Recursos
- Catálogo de exposición por James David Draper y Guilhem Scherf, Pajou. Sculpteur del Roi 1730 - 1809, París, museo del Louvre, 20 de octubre de 1997 - 19 de enero de 1998, Nueva-York, The Metropolitan Museum of Art, 26 de febrero- 24 de mayo de 1998, Éditions de la Réunion des musées nationaux, Paris, 1997.